# Yongli
Yongli (kinesiska: 永利, 永利乡) är en socken i Kina. Den ligger i den autonoma regionen Inre Mongoliet, i den norra delen av landet, omkring 300 kilometer väster om regionhuvudstaden Hohhot.
Genomsnittlig årsnederbörd är 313 millimeter. Den regnigaste månaden är juni, med i genomsnitt 89 mm nederbörd, och den torraste är februari, med 1 mm nederbörd.